# Polska na Europejskich Igrzyskach Halowych w Lekkoatletyce 1968
Polska na Europejskich Igrzyskach Halowych w Lekkoatletyce 1968 – reprezentacja Polski podczas zawodów w Madrycie zdobyła pięć medali w tym dwa złote.

## Wyniki reprezentantów Polski

### Mężczyźni
- bieg na 50 m
  - Wiesław Maniak zajął 4. miejsce
  - Marian Dudziak odpadł w półfinale
- bieg na 400 m
  - Andrzej Badeński zajął 1. miejsce
  - Jan Balachowski zajął 3. miejsce
- sztafeta 4 x 2 okrążenia
  - Waldemar Korycki, Jan Balachowski, Jan Werner i Andrzej Badeński zajęli 1. miejsce
- sztafeta 1+2+3+4 okrążenia
  - Marian Dudziak, Waldemar Korycki, Andrzej Badeński i Edmund Borowski zajęli 2. miejsce
- bieg na 50 m przez płotki
  - Adam Kołodziejczyk zajął 4. miejsce
- skok wzwyż
  - Edward Czernik zajął 10. miejsce
- skok o tyczce
  - Leszek Butscher zajął 7. miejsce
  - Włodzimierz Sokołowski zajął 9. miejsce
- pchnięcie kulą
  - Władysław Komar zajął 2. miejsce